# فتاة اليد
فتاة اليد ويعرف أيضاً باسم الكنة (بالتركية: Elkızı)‏ هو مسلسل دراما تركي من بطولة سيفدا إرجينجي، بريهان سافاش وإسماعيل شاشماز، عرضت على قناة فوكس في 23 أكتوبر 2021 إلى 30 يناير 2022.